# Dobra społecznie pożądane
Dobra społecznie pożądane to takie, co do których panuje powszechne przekonanie, że przynoszą korzyści całemu społeczeństwu i każdemu obywatelowi. Uważa się, że każdy winien mieć dostęp do takich dóbr i najczęściej ich zapewnienie jest konstytucyjnym zadaniem państwa.
Przykłady: opieka medyczna i leczenie, powszechne wykształcenie, bezpieczeństwo publiczne.
Niekiedy jednostka ma odmienny pogląd i wcale nie pragnie korzystać z dostępu np. do wykształcenia lub powszechnych szczepień ochronnych. Jednostki o skłonnościach przestępczych wcale nie są zainteresowane bezpieczeństwem publicznym. Państwo stosuje więc przymus administracyjny (np. powszechny ustawowy obowiązek szkolny), organizuje akcje popularyzujące i uświadamiające (np. dla wczesnego wykrywania chorób nowotworowych) lub też wykorzystuje prawo do stosowania siły (np. dla utrzymania bezpieczeństwa publicznego i zapobiegania przestępczości).